# BNV consulting
BNV consulting (zkratka Business in the Name of Value, angl. „byznys ve jménu hodnoty“) je pražská poradenská firma. Zaměřuje se na „zvyšování produktivity a snižování nákladů“, konkrétně na personální audit, outsourcing, outplacement, controlling a reporting, marketing atd. V čele společnosti, založené roku 2004, stojí Petra Barešová.
Firma již brzy po svém vzniku prováděla audity v pražském magistrátu a mnoha dalších městských organizacích. Za patrně nestandardních podmínek získala firma v roce 2009 zakázky u Českých drah, kdy zakázka za 5,73 milionu korun byla rozdělena na tři a mohla tak být zadána bez výběrového řízení.
Kontroverze vyvolalo působení firmy v Dopravním podniku hlavního města Prahy. V roce 2007 navrhla zdražení obyčejné jízdenky z 20 na 33 Kč (nakonec byla zdražena na 26 Kč) a propuštění 890 zaměstnanců. V roce 2008 zaměstnanci DP vyjádřili nesouhlas s masivním outsourcingem. Jednatel a spoluzakladatel BNV consulting Radek Novotný byl v letech 2008 a 2009 zároveň ředitelem Transformačního projektu v Dopravním podniku hl. m. Prahy a v této pozici za Dopravní podnik prosazoval outsourcing podle doporučení BNV consulting – jeho odvolání bylo jedním z hlavních požadavků odborových organizací v DP při stávkové pohotovosti v roce 2009.
V roce 2008 firma doporučila uzavřít třetinu poboček Městské knihovny v Praze (zejména těch menších). Doporučila také sloučení Botanické a Zoologické zahrady hl. m. Prahy. a Galerie a Muzea hl. m. Prahy.
Velkou nespokojenosti mezi odboráři pražského dopravního podniku vyvolala pozvánka na vánoční firemní večírek v roce 2009, která obsahovala krátký komiks, jenž urazil propuštěné pracovníky (jedna z postaviček v komiksu říká: „Tak vám děkuju, že jste mě pozvali na váš večírek, i když jsem dnes přišel o místo, jste skvělá parta.“) Na inkriminovaný večírek se proto dostavily i desítky protestujících odborářů a jejich sympatizantů, např. z řad ČSAF. Případnou omluvu odborářům vedení firmy rozhodně zamítlo.